# Под прикрытием (Доктор Хаус)
«Под прикрытием» (англ. «The Down Low») — одиннадцатый эпизод шестого сезона сериала «Доктор Хаус».

## Содержание
Во время выяснения отношений между бандитами наркодилер Микки теряет сознание от выстрела. В больнице Хаус понимает, что у него развилось головокружение от громких звуков. Форман думает, что у мужчины невринома слухового нерва. Хаус приказывает проверить уши пациента, а сам он решает проверить наркотики, которые продаёт пациент, допрашивая Эдди, сообщника Микки. Он в зашифрованном виде признается Хаусу, что Микки точно ничего не принимает. Во время проверки у Микки возникают судороги, и команда успевает понять, что его уши здоровы. Тринадцатая считает, что у пациента стеноз сонных артерий. Хаус приказывает сделать УЗИ сосудов головного мозга, однако они оказываются в норме.
Микки говорит, что у него есть срочные дела, и хочет немедленно выписаться. Команда выписывает его. Чейз и Тринадцатая следят за тем, куда он поедет, чтобы проверить то место, поскольку Хаус считает, что причиной ухудшения состояния стали токсины. Тринадцатая превышает скорость, и её автомобиль конфискует полиция. Вскоре друг Микки снова привозит его в больницу, поскольку у мужчины повысилась температура и он начал бредить. Теперь Хаус думает, что у пациента инфекция, и приказывает сделать люмбальную пункцию. Во время пункции Чейз замечает, что у пациента нормальное давление, хотя должно снизиться.
Микки говорит, что в последнее время у него стали возникать стрессы, поэтому он принимал бета-адреноблокаторы. Хаус думает, что у мужчины феохромоцитома, и приказывает сделать МРТ надпочечников. Но МРТ ничего не показала, а Хаус догадывается, что пациент — коп под прикрытием. Вскоре у Микки возникает некроз кишечного тракта, обусловленный тромбом.
Тринадцатая уговаривает Эдди отвезти её на склад, где они держат наркотики и где Микки проводил большую часть времени. Тринадцатая взяла пробы, но ничего не обнаружила. Впоследствии у пациента возникают множественные лёгочные аневризмы и с помощью МРТ команда понимает, что у него микотическая опухоль, что указывает на грибковую инфекцию. Лечение не помогает, а Хаус со временем понимает, что у пациента синдром Хьюза — Стовина. Болезнь неизлечима, поэтому вскоре организм сдаётся, и Микки умирает.

## Эфир и рейтинги
Эпизод «Под прикрытием» вышел в эфир на телеканале Fox 11 января 2010 года. Примерно количество зрителей, смотревших первый показ, оценивается в 12,25 миллиона человек.